# Маркин, Владимир Николаевич
Влади́мир Никола́евич Ма́ркин (род. 8 мая 1959, Болшево, Московская область) — советский и российский поп-певец, музыкант, композитор, автор-исполнитель, предприниматель, телеведущий и главный редактор.

## Биография
Родился 8 мая 1959 года в Болшеве Московской области.
В 1976 году окончил школу МБОУ СОШ №1 в г. Пушкино, где занимался музыкой в школьном ансамбле. Учился на электромеханическом факультете Московского энергетического института, где участвовал в самодеятельности.
Работал упаковщиком, каменщиком, швеёй-мотористом, настройщиком фортепиано. Снимался в кино, одна из ролей — клавишник в фильме Геральда Бежанова «Самая обаятельная и привлекательная». Ещё один фильм «Наш человек в Сан-Ремо», играл самого себя.
С 1980 года Владимир в течение шести лет работал культоргом в спортивно-оздоровительном лагере при МЭИ «Алушта». Работая в лагере, получает предложение стать участником музыкальной группы «Волшебные сумерки», а позже — передачи «Весёлые ребята». Принимал участие в съёмках передачи «Утренняя почта» с песней «Я готов целовать песок». Активно принимает участие в жизни лагеря МЭИ «Алушта».
В 1983 году после окончания института Владимир поступил на работу в ДК Московского энергетического института. Там организуется трио «Трудное детство». Группу составили Андрей Кнышев, Сергей Шустицкий и сам Маркин. Затем занимается сольной карьерой.
Самые известные песни в исполнении певца — «Сиреневый туман», «В доме восемь» («Самый симпатичный во дворе»), «Колокола», «Я готов целовать песок», «Белая черёмуха», «Царевна Несмеяна».
Владимир Маркин организовал продюсерскую компанию «Трудное детство». Занимается производством и продажей чая и кофе под торговой маркой «Маркин чай». Также является владельцем ресторана «Сиреневый туман», в котором выходила одноимённая телевизионная программа.
В 1995 году входил в состав жюри фестиваля КВН «Голосящий КиВиН».
В 1995—2000 годах был ведущим программы «Сиреневый туман» на ОРТ (1995—1997), затем на РТР (1998—2000). В то же время был главным музыкальным редактором РТР. С 2000 по 2001 год был соведущим Ксении Алфёровой в телепрограмме «ТВ-Бинго-шоу» (РТР).
С 1996 по 2016 год являлся директором дома культуры МЭИ.
В 2003 году Маркин перезаписал песню «Я готов целовать песок» вместе с Мастер ШЕFFом. Новая песня получила название «Классика», а музыку к ней написал Эльбрус Черкезов.
30 октября 2006 года в Кремле состоялся юбилейный концерт Владимира Маркина.
Периодически ведёт фестиваль «Дискотека 80-х», участвует в ретрофестивалях, на которых выступает со своими старыми песнями.
Ведёт программу «Диалоги с Владимиром Маркиным» на телеканале «Диалоги о рыбалке».
Является свояком певца Сергея Минаева, их жёны — родные сёстры.

### Политическая деятельность
С 2012 года является депутатом муниципального Собрания района Выхино-Жулебино в Москве от партии КПРФ, хотя сам в партии не состоит.
В сентябре 2016 года был выдвинут политической партией «Патриоты России» на выборах в Государственную думу по округу 199 в Москве (занял 6-е место).
С мая 2018 года — член Совета по культуре при Федеральной службе войск национальной гвардии Российской Федерации.

## Дискография
- 1991 — Владимир Маркин
- 1995 — Трудное детство
- 1998 — Ольга
- 2009 — Мои лучшие сбережения (часть 1, 2, 3, 4)